# Campeonato da NACAC de Atletismo Sub-23 de 2014
A 8ª edição do Campeonato da NACAC de Atletismo Sub-23 foi um campeonato de atletismo organizado pela NACAC no Estádio Hillsid, em Kamloops, no Canadá, entre 8 a 10 de agosto de 2014. O campeonato contou com a participação de 197 atletas de 19 nacionalidades distribuídos em 44 provas, com destaque para os Estados Unidos com 64 medalhas no total, sendo 31 de ouro. 

## Medalhistas
Resultados completos foram publicados.

### Masculino
| Evento                      | Ouro                                                                                    | Ouro       | Prata                                                                            | Prata      | Bronze                                                                             | Bronze     |
| --------------------------- | --------------------------------------------------------------------------------------- | ---------- | -------------------------------------------------------------------------------- | ---------- | ---------------------------------------------------------------------------------- | ---------- |
| 100 metros                  | Diondre Batson · Estados Unidos                                                         | 10.08      | Tyquendo Tracey · Jamaica                                                        | 10.21      | Trevorvano Mackey · Bahamas                                                        | 10.30      |
| 200 metros                  | Remontay McClain · Estados Unidos                                                       | 20.32      | Trevorvano Mackey · Bahamas                                                      | 20.46      | Everton Clarke · Jamaica                                                           | 20.51      |
| 400 metros                  | Brycen Spratling · Estados Unidos                                                       | 45.18      | Bralon Taplin · Granada                                                          | 45.52      | Vernon Norwood · Estados Unidos                                                    | 45.56      |
| 800 metros                  | Bryan Martínez · México                                                                 | 1:47.90    | Thomas Riva · Canadá                                                             | 1:48.19    | Christopher Low · Estados Unidos                                                   | 1:48.46    |
| 1 500 metros                | Matthew Hillenbrand · Estados Unidos                                                    | 3:54.85    | Connor Darlington · Canadá                                                       | 3:55.36    | Edgar Alan García · México                                                         | 3:55.67    |
| 5 000 metros                | Edgar Alan García · México                                                              | 14:35.00   | Christopher Bendtsen · Estados Unidos                                            | 15:17.80   | Juan Francisco Félix · República Dominicana                                        | 15:39.41   |
| 10 000 metros               | Christopher Bendtsen · Estados Unidos                                                   | 31:43.37   | Christopher Enriquez · Estados Unidos                                            | 31:47.77   | Kenneth Robles · Costa Rica                                                        | 33:51.53   |
| 20 km marcha atlética       | Benjamin Thorne · Canadá                                                                | 1:29:08.64 | Emmanuel Corvera · Estados Unidos                                                | 1:31:30.86 | Alejandro Chavez · Estados Unidos                                                  | 1:33:26.31 |
| 110 metros barreiras        | Eddie Lovett · U.S. Ilhas Virgens                                                       | 13.39      | Vincent Wyatt · Estados Unidos                                                   | 13.55      | Gregory MacNeill · Canadá                                                          | 13.83      |
| 400 metros barreiras        | Trevor Brown · Estados Unidos                                                           | 49.92      | Michael Stigler · Estados Unidos                                                 | 49.98      | Gerald Drummond · Costa Rica                                                       | 51.05      |
| 3.000 metros com obstáculos | Christopher Dulhanty · Canadá                                                           | 8:56.60    | Mason Ferlic · Estados Unidos                                                    | 9:04.78    | Edward Owens · Estados Unidos                                                      | 9:18.87    |
| 4×100 metros estafetas      | Estados Unidos · Remontay McClain · Aaron Ernest · Christopher Royster · Diondre Batson | 38.47      | Jamaica · Kwisi McFarlane · Tyquendo Tracey · Everton Clarke · Jazeel Murphy     | 38.78      | Canadá · Drelan Bramwell · Benjamin Williams · Gregory MacNeill · James Linde      | 39.89      |
| 4×400 metros estafetas      | Estados Unidos · Najee Glass · Brycen Spratling · Akeem Alexander · Vernon Norwood      | 3:04.34    | Canadá · Nathan George · Devin Biocchi · Gregory MacNeill · Benjamin Ayesu-Attah | 3:08.78    | Costa Rica · Jocksan Morales · César Vásquez · Denovan Hernández · Gerald Drummond | 3:14.29    |
| Salto em altura             | Ryan Ingraham · Bahamas                                                                 | 2.28m      | Dakarai Hightower · Estados Unidos                                               | 2.10m      | Domanique Missick · Ilhas Turks e Caicos                                           | 2.00m      |
| Salto com vara              | Jacob Blankenship · Estados Unidos                                                      | 5.50m      | Chase Wolfle · Estados Unidos                                                    | 5.20m      | Víctor Manuel Castillero · México                                                  | 4.80m      |
| Salto em comprimento        | Braxton Drummond · Estados Unidos                                                       | 7.64m      | Devin Field · Estados Unidos                                                     | 7.51m      | Sedeekie Edie · Jamaica                                                            | 7.41m      |
| Salto triplo                | Eric Sloan · Estados Unidos                                                             | 16.20m     | Steve Waithe · Trindade e Tobago                                                 | 15.94m     | Lathone Collie-Minns · Bahamas                                                     | 15.86m     |
| Arremesso de peso           | Willy Irwin · Estados Unidos                                                            | 19.44m     | Darrell Hill · Estados Unidos                                                    | 18.85m     | Akeem Stewart · Trindade e Tobago                                                  | 17.76m     |
| Lançamento de disco         | Rodney Brown · Estados Unidos                                                           | 63.34m     | Tavis Bailey · Estados Unidos                                                    | 57.37m     | Jordan Young · Canadá                                                              | 53.42m     |
| Lançamento do martelo       | Diego del Real · México                                                                 | 69.42m     | Matthias Tayala · Estados Unidos                                                 | 68.93m     | Adam Keenan · Canadá                                                               | 68.35m     |
| Lançamento do dardo         | Michael Shuey · Estados Unidos                                                          | 76.02m     | David Ocampo · México                                                            | 75.28m     | Raymond Dykstra · Canadá                                                           | 73.63m     |
| Decatlo                     | James Turner · Canadá                                                                   | 7536 pts   | Soloman Ijah · Estados Unidos                                                    | 6993 pts   | Kale Wolken · Estados Unidos                                                       | 3080 pts   |

### Feminino
| Evento                      | Ouro                                                                                   | Ouro     | Prata                                                                                | Prata    | Bronze                                                                          | Bronze   |
| --------------------------- | -------------------------------------------------------------------------------------- | -------- | ------------------------------------------------------------------------------------ | -------- | ------------------------------------------------------------------------------- | -------- |
| 100 metros                  | Cierra White · Estados Unidos                                                          | 11.32    | Katie Wise · Estados Unidos                                                          | 11.58    | Shaina Harrison · Canadá                                                        | 11.70    |
| 200 metros                  | Cierra White · Estados Unidos                                                          | 23.05    | Allison Peter · U.S. Ilhas Virgens                                                   | 23.47    | Ashton Purvis · Estados Unidos                                                  | 23.86    |
| 400 metros                  | Allison Peter · U.S. Ilhas Virgens                                                     | 51.92    | Taylor Ellis-Watson · Estados Unidos                                                 | 52.05    | Brianna Nelson · Estados Unidos                                                 | 52.95    |
| 800 metros                  | Shelby Houlihan · Estados Unidos                                                       | 2:03.00  | Rachel Francois · Canadá                                                             | 2:03.18  | Jenna Westaway · Canadá                                                         | 2:04.16  |
| 1 500 metros                | Jenna Westaway · Canadá                                                                | 4:15.52  | Hillary Holt · Estados Unidos                                                        | 4:17.82  | Carise Thompson · Canadá                                                        | 4:22.02  |
| 5 000 metros                | Erin Finn · Estados Unidos                                                             | 16:06.26 | Elisa Hernández · México                                                             | 17:11.41 |                                                                                 |          |
| 10 000 metros               | Margo Malone · Estados Unidos                                                          | 36:07.71 | Cindy Meza · México                                                                  | 37:57.50 |                                                                                 |          |
| 10 km marcha atlética       | Andreina Gonzales · República Dominicana                                               | 52:12.40 | Molly Josephs · Estados Unidos                                                       | 55:48.23 |                                                                                 |          |
| 100 metros barreiras        | LeTristan Pledger · Estados Unidos                                                     | 13.04    | Megan Simmonds · Jamaica                                                             | 13.06    | Ashlea Maddex · Canadá                                                          | 13.19    |
| 400 metros barreiras        | Kiah Seymour · Estados Unidos                                                          | 56.35    | Tyler Brockington · Estados Unidos                                                   | 58.29    | Rushell Clayton · Jamaica                                                       | 1:03.68  |
| 3.000 metros com obstáculos | Rachel Johnson · Estados Unidos                                                        | 9:46.79  | Maria Bernard · Canadá                                                               | 9:55.69  | Julie-Anne Staehli · Canadá                                                     | 10:04.99 |
| 4×100 metros estafetas      | Estados Unidos · Cierra White · Katie Wise · Ebony Eutsey · Octavis Freeman            | 43.89    | Canadá · Whitney Rowe · Joy Spear Chief-Morris · Tameran Defreitas · Shaina Harrison | 45.19    | Jamaica · Rushell Clayton · Janelle Kelly · Chrisdale McCarthy · Megan Simmonds | 45.90    |
| 4×400 metros estafetas      | Estados Unidos · Kiara Porter · Taylor Ellis-Watson · Brianna Nelson · Kala Funderburk | 3:35.79  | Canadá · Tameran Defreitas · Jenna Westaway · Ashlea Maddex · Whitney Rowe           | 3:53.16  |                                                                                 |          |
| Salto em altura             | Alyxandria Treasure · Canadá                                                           | 1.85m    | Shanay Briscoe · Estados Unidos                                                      | 1.76m    | Rebecca Haworth · Canadá                                                        | 1.76m    |
| Salto com vara              | Sandi Morris · Estados Unidos                                                          | 4.40m    | Robin Bone · Canadá                                                                  | 3.80m    | Tiziana Ruiz · México                                                           | 3.75m    |
| Salto em comprimento        | Shakeela Saunders · Estados Unidos                                                     | 6.40m    | Sydney Conley · Estados Unidos                                                       | 5.98m    |                                                                                 |          |
| Salto triplo                | Tori Franklin · Estados Unidos                                                         | 13.42m   | Ivonne Rangel · México                                                               | 13.19m   | Ellie Ewere · Estados Unidos                                                    | 12.80m   |
| Arremesso de peso           | Kelsey Card · Estados Unidos                                                           | 17.32m   | Christina Hillman · Estados Unidos                                                   | 17.25m   | Brittany Crew · Canadá                                                          | 16.59m   |
| Lançamento de disco         | Kelsey Card · Estados Unidos                                                           | 53.82m   | Alex Collatz · Estados Unidos                                                        | 53.20m   | Brittany Crew · Canadá                                                          | 49.64m   |
| Lançamento do martelo       | Brooke Pleger · Estados Unidos                                                         | 64.60m   | Jillian Weir · Canadá                                                                | 63.85m   | Brittany Funk · Estados Unidos                                                  | 60.99m   |
| Lançamento do dardo         | Fawn Miller · Estados Unidos                                                           | 54.90m   | Hannah Carson · Estados Unidos                                                       | 51.96m   |                                                                                 |          |
| Heptatlo                    | Nicole Oudenaarden · Canadá                                                            | 5692 pts | Milagros Montes de Oca · República Dominicana                                        | 5451 pts | Quintunya Chapman · Estados Unidos                                              | 5332 pts |

## Quadro de medalhas
| Ordem | País                     | Medalha de ouro | Medalha de prata | Medalha de bronze | Total |
| ----- | ------------------------ | --------------- | ---------------- | ----------------- | ----- |
| 1     | Estados Unidos           | 31              | 23               | 10                | 64    |
| 2     | Canadá                   | 6               | 9                | 13                | 28    |
| 3     | México                   | 3               | 4                | 3                 | 10    |
| 4     | Ilhas Virgens Americanas | 2               | 1                | 0                 | 3     |
| 5     | Bahamas                  | 1               | 1                | 2                 | 4     |
| 6     | República Dominicana     | 1               | 1                | 1                 | 3     |
| 7     | Jamaica                  | 0               | 3                | 4                 | 7     |
| 8     | Trinidad e Tobago        | 0               | 1                | 1                 | 2     |
| 9     | Granada                  | 0               | 1                | 0                 | 1     |
| 10    | Costa Rica               | 0               | 0                | 3                 | 3     |
| 11    | Turcas e Caicos          | 0               | 0                | 1                 | 1     |
| Total | Total                    | 44              | 44               | 38                | 126   |

## Participação
De acordo com uma contagem não oficial, 197 atletas de 19 países participaram.
| - Anguila (1) - Bahamas (5) - Barbados (3) - Bermudas (2) - Ilhas Virgens Britânicas (1) | - Canadá (37) - Costa Rica (9) - República Dominicana (4) - Granada (4) - Jamaica (15) | - México (14) - Montserrat (2) - Porto Rico (10) - São Cristóvão e Nevis (2) - São Vicente e Granadinas (1) | - Trindade e Tobago (5) - Ilhas Turks e Caicos (2) - Estados Unidos (77) - U.S. Ilhas Virgens (3) |

Legenda
| Recorde mundial       | Recorde mundial (World record)               |                       | Recorde africano                      | Recorde africano (African) |                                           | Q | Classificado por posição (Qualified) |
| Recorde do campeonato | Recorde do campeonato (Championship record)  | Recorde da América    | Recorde da América (Americas)         | q                          | Classificado por melhor tempo (Qualified) |   |                                      |
| Melhor marca do ano   | Melhor marca do ano (World leading)          | Recorde asiático      | Recorde asiático (Asian)              | DNS                        | Não largou (Did not start)                |   |                                      |
| Recorde nacional      | Recorde nacional (National record)           | Recorde europeu       | Recorde europeu (European)            | DNF                        | Não terminou (Did not finish)             |   |                                      |
| Recorde pessoal       | Recorde pessoal do atleta (Personal best)    | Recorde da Oceania    | Recorde da Oceania (Oceania)          | DSQ / DQ                   | Desclassificado (Disqualified)            |   |                                      |
| Recorde da temporada  | Recorde da temporada do atleta (Season best) | Recorde sul-americano | Recorde sul-americano (South America) | NM                         | Sem marca (No mark)                       |   |                                      |